# Roizonne
Die Roizonne ist ein Gebirgsfluss in Frankreich, der im Département Isère in der Region Auvergne-Rhône-Alpes verläuft. Sie entspringt unter dem Namen Ruisseau de Vaunoire im Gemeindegebiet von Lavaldens. Ihre Quelle liegt an der Nordostflanke des Gipfels Grand Armet (2792 m). Sie entwässert durch ein Hochtal im Bergmassiv Taillefer in einer S-Kurve generell in südwestlicher Richtung und mündet nach rund 22 Kilometern an der Gemeindegrenze von Nantes-en-Ratier und Siévoz als rechter Nebenfluss in die Bonne.

## Orte am Fluss
- Maison Rourvis, Gemeinde Lavaldens
- Moulin Vieux, Gemeinde Lavadens
- Lavaldens
- La Valette
- Oris-en-Rattier
- Le Bas Roizon, Gemeinde Nantes-en-Ratier

## Sehenswürdigkeiten
- Roizonne-Viadukt: 260 m lange Bogenbrücke über den Fluss, errichtet 1913–1928 als Eisenbahnbrücke für die Bahnstrecke Chemin de fer de La Mure, heute als Straßenbrücke für die Départementsstraße D26 in Verwendung.